# Martin Höllwarth
Martin Höllwarth (n. 13 aprilie 1974, Schwaz, Tirol, Austria) este un săritor cu schiurile austriac, medaliat olimpic. A participat la 3 ediții ale Jocurilor Olimpice (1992, 1998, 2002) în care a câștigat 3 medalii de argint și o medalie de bronz.